# Доминиканский монастырь (Орша)

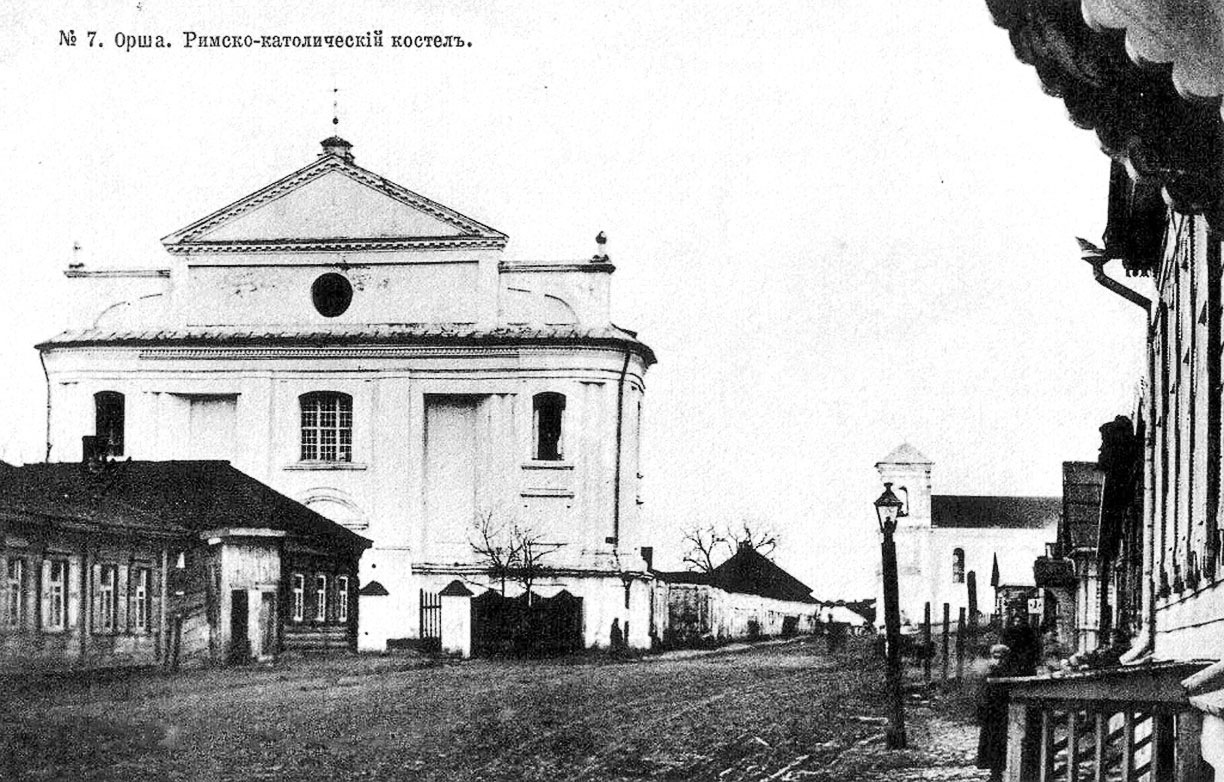
Церковь Святого Иосифа в 1910 году.

Оршанский доминиканский монастырь (бел. Аршанскі кляштар дамініканцаў) — доминиканский монастырь, существовавший в Орше в 1649—1845 годах.

## История
Основан князем Иеронимом Альбрехтом Друцким-Соколинским, построившим для доминиканцев деревянный костел и пожертвовавшим монастырю фольварк Восково. Существующий каменный костел Святого Иосифа построен на месте деревянного в 1780-1808 годах. При монастыре действовала больница на 10 коек. На плане города 1813 года обозначен монастырский комплекс состоящий из костёла, двух монастырских строений и небольшого храма. После закрытия монастыря в 1845 году костёл Святого Иосифа являлся единственным католическим храмом в городе.

## Архитектура
Из всего комплекса строений монастыря до наших дней сохранился лишь костёл. Изначально он представлял из себя трехнефовую двухбашенную базилику, но в 1870 году башни были разобраны. Фасад здания визуально поделён на три части глубокими прямоугольными нишами и завершён вверху прямоугольным аттиком. Ранее над аттиком располагался несохранившийся треугольный фронтон.

## Археологические исследования
Археологические исследования на территории доминиканского монастыря проводились О. Н. Левко в 2000 году. Проведённые работы выявили стены и фундаменты подвалов, выполненные из кирпича-"пальчатки" размером 31 х 15,5 х 6,5 см. и расположенные с восточной стороны от костёла. Так же, в результате раскопок, были выявлены остатки бутовых фундаментов, относящихся к комплексу построек XVII века.